# Laten gaan
Laten gaan is de debuutsingle van de Nederlandse diskjockey Monica Geuze (DJ Geuslord). Aan de single werkten artiesten mee als Ronnie Flex, Mafe, Abira, Frenna en Emms. De single kwam in eigen beheer uit op 31 mei 2015. De videoclip werd op YouTube meer dan negentien miljoen keer bekeken.

## Hitnoteringen
De single stond tweeëntwintig weken in de Single Top 100 genoteerd. In de Oranje Top 30 bereikte het een nummer 2-notering; Parijs van Kenny B voerde toen die lijst aan.
| Positie | 53 | 52 | 57 | 54 | 57 | 58 | 62 | 61 | 60 | 60 | 57  | 55 |
| Week    | 13 | 14 | 15 | 16 | 17 | 18 | 19 | 20 | 21 | 22 |     |    |
| Positie | 61 | 63 | 61 | 64 | 68 | 63 | 62 | 67 | 77 | 90 | uit |    |